# Böcüzade Süleyman Sami

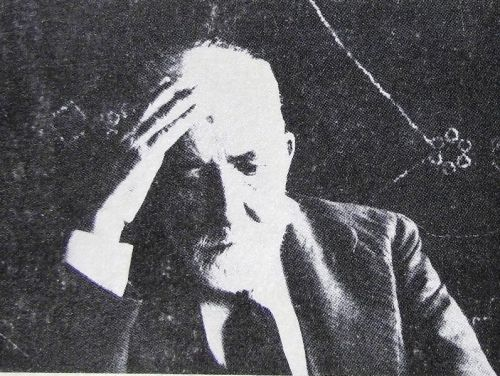
Böcüzade Süleyman Sami

Böcüzade Süleyman Sami (* 5. Januar 1851 in Isparta; † 30. Mai 1932 ebenda) war ein osmanischer Politiker, Bürokrat und Autor.

## Leben
Mit 14 Jahren wurde Sami Hafiz. Nach seinem Studium in Isparta und an der juristischen Fakultät in Istanbul (İstanbul Hukuk Fakültesi) wurde er Richter. Mit 18 wurde er Kâtip, begann im öffentlichen Dienst in Isparta zu arbeiten. Von 1897 bis 1898 war er Bürgermeister der Stadt. Im Jahr 1899 veröffentlichte er in der Zeitung Izmir Gazetesi die Geschichte von Isparta.
Auf eigenen Wunsch ging er im Jahr 1911 in den Ruhestand. Er schrieb in dieser Zeit ein Buch über die Geschichte von Isparta, das bis heute als eines der umfassendsten Werke über Isparta gilt. Die Originalfassung des ersten Bandes hatte 705 Seiten und war in osmanischer Schrift verfasst. Das Buch wurde von seinem Enkel Suat Seren in die türkische Sprache übersetzt.

## Werke
- Kuruluşundan Bugüne Kadar Isparta Tarihi
- Üç Devirde Gördüklerim